# Poul Schlüter
Pour les articles homonymes, voir Schlüter.
Poul Schlüter, né le 3 avril 1929 à Tønder (Danemark) et mort le 27 mai 2021 à Frederiksberg, est un homme politique danois. Il est Premier ministre du Danemark entre 1982 et 1993.

## Biographie
Issu d'une famille de riches commerçants, Poul Schlüter étudie le droit à l'université de Copenhague en 1957 et a rejoint le barreau en 1960. Il a été membre du Parlement danois, le Folketing, pour Det Konservative Folkeparti (le Parti du peuple conservateur) de 1964 à 1994. Il a été aussi président de ce parti de 1974 à 1977 et de 1981 à 1993.
Il sert comme membre du Conseil de l'Europe de 1971 à 1974, et il est à la tête de la délégation danoise au Conseil nordique, où il sert en tant que membre du Conseil en 1978 et 1979.
En 1982, Schlüter est le premier candidat de son parti à devenir Premier ministre du Danemark, poste qu'il occupe pendant onze années jusqu'en 1993. En 1984, il est nommé  « Politicien nordique de l'année ». Il a depuis reçu un très grand nombre de prix et de médailles danoises et internationales.
Alors que le Danemark entre en récession dans les années 1980, la balance des paiements se trouvant dans une situation catastrophique, affichant un déficit de 100 milliards de couronnes et les Danois vivant à crédit, la hausse des taux d'intérêt voit exploser la dette publique, qui fait plus que doubler en l'espace de trois ans entraînant la perte du AAA dans la notation de ses emprunts. Le gouvernement de Poul Schlüter y répond par un sévère programme d'austérité, diminuant les dépenses publiques et mettant fin à la politique de dévaluation de la monnaie. Le taux de chômage grimpe à 13,8 %, des dizaines de milliers de familles perdent leur logement et les programmes sociaux sont revus à la baisse. En 1992, la TVA passe de 22 % à 25 %. Parallèlement, une nouvelle politique fiscale beaucoup plus favorable aux entreprises et au patronat est introduite : la part patronale des cotisations sociales est réduite à zéro, tandis que les « taxes régionales » et l’impôt sur les bénéfices sont réduits. Cette politique permet au Danemark de récupérer la notation AAA.
Il quitte son poste de Premier ministre en 1993 après qu'une enquête démontra qu'il avait désinformé le Parlement danois. Cette affaire est connue comme le « Tamilsagen » ou « L'affaire tamoule », car elle impliquait des demandeurs d'asiles tamouls.
Après cette démission, il est député au Parlement européen de 1994 à 1999 et vice-président du Parlement de 1994 à 1997.
En 2006, l'ancien Premier ministre est nommé par le ministre de la Coopération suédois comme son envoyé spécial pour la promotion de la liberté de déplacement dans les pays nordiques. La mission de Poul Schlüter consiste à établir des solutions pour augmenter la liberté de déplacement individuelle et à présenter ses propositions à la session du Conseil nordique d'octobre 2003.
Une autobiographie de Schlüter, Sikken et liv (Quelle vie), est publiée en 1999.